# Sumner megye (Kansas)
Sumner megye az Amerikai Egyesült Államokban, azon belül Kansas államban található. Megyeszékhelye és legnagyobb városa Wellington. Lakosainak száma 22 382 fő (2020. április 1.). Sumner megye Sedgwick, Grant, Butler, Cowley, Kay, Kingman és Harper megyékkel határos.

## Népesség
A megye népességének változása:
| Lakosok száma | 24 111 | 23 860 | 23 698 | 23 591 | 23 535 | 22 382 |
|               | 2010   | 2011   | 2012   | 2013   | 2015   | 2020   |